# Crataegus shuswapensis
Crataegus shuswapensis — вид квіткових рослин із родини трояндових (Rosaceae).

## Біоморфологічна характеристика
Це кущ 55 дм заввишки. 1-річні гілочки від жовтувато-коричневих до темно-коричневих; колючки на гілочках прямі або злегка загнуті, молоді дуже темно-коричневі, 2–3 см. Листки: ніжки листків 1.5–2.2 см, запушені; пластини ромбічні, 5–7 см, часток по 4 з боків, верхівки часток гострі, краї віддалено пилчасті, верхівка гостра, нижня поверхня гола, верх слабо притиснуто запушений. Суцвіття 12–18-квіткові. Квітки 15 мм у діаметрі; чашолистки трикутні, 4–5 мм; тичинок 10–18; пиляки від блідо яскраво рожевих чи червоно-брунатних. Яблука молоді цегляно-червоні, зрілі насичено-пурпурні, злегка сизі, від майже кулястих до ± широко еліпсоїдних, 12 мм у діаметрі, голі. 2n = 68. Період цвітіння травень; період плодоношення: вересень і жовтень.

## Ареал
Ендемік південного заходу Канади (Британська Колумбія).
Населяє чагарники, природні живоплоти, тінь річкових тополь; росте на висотах 300–500 метрів.